# Дискотека (альбом)
Дискотека — четвёртый сольный альбом петербургского автора-исполнителя Стаса Барецкого. Альбом был выпущен независимо в октябре 2013 года ограниченным тиражом 30 экземпляров. Также официально разрешено бесплатное скачивание альбома в Интернете.
На песню «Мурка» был снят музыкальный клип, имевший определённый успех в интернете.

## Критика
Альбом получил неоднозначную оценку от Алексея Мажаева:

Стас аранжировал альбом самостоятельно с помощью компьютера, причём судя по качеству саунда, это был IBM PC 386 (максимум 486): основу звучания составляют псевдотанцевальные семплы самого примитивного свойства. Именно такое музыкальное оформление максимально гармонирует с «вокалом» Стаса Барецкого, одной мелодией на все песни и бытовыми историями про то, что жизнь говно.

Однако рецензент обратил внимание и на достоинства работы:

Во-первых, Стас живописует такие беспросветные стороны жизни соотечественников, с которыми большинству из нас не приходится сталкиваться, а во-вторых, делает это по-своему талантливо.

## Участники записи
- Стас Барецкий — автор всех текстов, голос, семплирование[2].

## Список композиций
| №                   | Название                  | Музыка                                                | Длительность |
| ------------------- | ------------------------- | ----------------------------------------------------- | ------------ |
| 1.                  | «А у нас во дворе…»       | Неизвестно                                            | 2:04         |
| 2.                  | «Над могилами»            | Orbital — Sad But True                                | 2:15         |
| 3.                  | «Дворик»                  | Technotronic — Yeh-Yeah                               | 3:26         |
| 4.                  | «Запрети мне»             | Orbital – Open Mind                                   | 4:33         |
| 5.                  | «Мурка»                   | Technotronic — Bogaert's Breakfast                    | 4:49         |
| 6.                  | «Кому-то да, кому-то нет» | Orbital & Angelo Badalamenti – Beached (Long Version) | 4:17         |
| 7.                  | «Электричка»              | Orbital – The Saint                                   | 4:35         |
| 8.                  | «Маша»                    | Неизвестно                                            | 3:36         |
| 9.                  | «Вагон»                   | Technotronic – Work                                   | 2:41         |
| 10.                 | «Толик»                   | Orbital — Beelzebeat                                  | 4:15         |
| 11.                 | «Кредит-2»                | Неизвестно                                            | 3:04         |
| Общая длительность: | Общая длительность:       | Общая длительность:                                   | 39:39        |